# 田畑貞一
田畑 貞一（たばた さだかず、1936年 9月20日- 2019年）は、日本のドラマー、スタジオ・ミュージシャン、バンドリーダー。

## ディスコグラフィ
- 1970年11月 - 稲垣次郎+ソウル・ビッグ・メディア 『真夏の夜のロック』 - Jazz & Rock "Out" （1970年7月21日録音） (日本コロムビア)
  - 稲垣次郎(ts), 鈴木重男(as), 原田忠幸(bar), 鈴木武久(t), 伏見哲夫(t), 大野俊三(t), 今井尚(tb), 堂本重道(tb), 今田勝(or), 川崎燎(g), 荒川康男(eb), 田畑貞一(ds)
  - ライブ・アルバム